# TNT (バンド)
TNT（ティー・エヌ・ティー）は、ノルウェー出身のハードロック・バンド。
「ヨーロッパ」や「ストラトヴァリウス」らと並び、北欧メタル最初期を代表するグループ。3枚目のアルバムが本国チャートで1位を獲得し、日本では特に4枚目のアルバム『インテュイション』が高い評価を得ている。

## 歴史
結成からファースト・アルバム『TNT』までの彼らの音楽は、ボーカルのダグ・インゲブリクトセンの個性もあって、その後のそれとは大きく違うものであった。また、このアルバムはノルウェー語で製作された。
その後バンドは英語詞での活動を決断し、インゲブリクトセンの脱退後、イギリス人のゲイリー・バーデン（元マイケル・シェンカー・グループ）が後任候補に挙がるが、最終的にはアメリカ人ボーカルのトニー・ハーネルが、セカンド・アルバム『ナイツ・オブ・ザ・ニュー・サンダー』のレコーディング直前に加入した。
TNTが日本での知名度を上げたのはサード・アルバム『テル・ノー・テイルズ』(1987年発表)と、続く4thアルバム『インテュイション』(1989年発表)の頃である。この2作はプロダクション面でもさらに洗練された内容となったにもかかわらずレコード会社の十分なサポートが得られずライブもままならなかったという。結果としてアメリカ市場ではヨーロッパやスコーピオンズといった他の欧州出身のバンドのような大きな商業的成功を収めることはできず、『テル・ノー・テイルズ』は全米100位、『インテュイション』は全米115位と満足のいく結果とはならなかった。
1988年にはバンド最初期からドラムを担当してきたディーゼル・ダールが脱退し、後任としてモーティ・ブラック（ベース）の旧友であったケネス・オディインが加入した。1989年の来日公演も成功させたが、オディインが自身の都合からツアー後にまもなく脱退する。さらにはそれまで所属していたポリグラム・レコードとの契約も失うが、その一週間後にはアトランティック・レコードとの契約を成立させ、新たなアメリカ人ドラマー、ジョニー・マック（ジョン・マカルーソ）を加入させる。
アトランティック・レコードに移籍し、前3作の叙情性を大幅に削りアメリカン・ハードロック的な要素を加えた5thアルバム『リアライズド・ファンタジーズ』の発表を挟んだ二度の来日公演の後、アルバムの売り上げ不振とメンバー間の確執などを理由に1992年8月の来日公演を最後にバンドは一時解散する。この解散期間中であった1996年には日本国内でのみ、ベスト・アルバム『ティル・ネクスト・タイム〜ベスト・オブ・TNT』が発売されている。
1996年にロニー、トニー、モーティの3人(ドラムスのフローディ・ハンセンはサポートメンバー扱い)でバンドは再結成し、所謂モダン・ヘヴィネス的方向性の6thアルバム『ファイアフライ』、再来日公演、7thアルバム『トランジスター』などを経て、再び（公式の発表はないものの事実上の）解散状態となる。その後TNTは2003年に2nd～4thの頃の音楽性に忠実に回帰したミニアルバム『テイスト』をリリースして活動を再開、更に2004年には『マイ・レリジョン』、2005年には『オール・ザ・ウェイ・トゥ・ザ・サン』を発表した。
2006年にボーカリストのハーネルが脱退を表明。後任として元シャイ、SIAMのトニー・ミルズを迎える。2013年8月、ミルズがソロ活動のため脱退。同年10月、ハーネルがTNTに復帰する。
2014年、4thアルバム『インテュイション』の発売25周年を記念した日本公演を17年ぶりに開催。
2015年1月に活動方針の違いを理由にハーネルは再脱退し、その後はスキッド・ロウに加入するも同年12月末に脱退。そして2016年5月、TNTに再度復帰した。また、夏に新曲の制作のためスタジオ入りすることを公式サイトで発表。
2017年、ハーネルが再度離脱し、アルバム制作も中断。後任にバオール・バルドー・バルサラが新加入。
2022年11月8日、トニー・ハーネルが再びバンドへ復帰することを発表。12月に入り、それまでボーカルを務めていたバオル・バルドー・ブルサラとベーシストのオヴェ・ヒューズモーエン（オーヴェ・フセモエン）の正式脱退、ヒューズモーエンの後任ベーシストとしてシド・リングスビーが加入したことを発表した。

## メンバー

### 現ラインナップ
- トニー・ハーネル (Tony Harnell) - ボーカル (1984年–1992年、1996年–2006年、2012年、2013年–2015年、2016年-2017年、2022年 - )
- ロニー・ル・テクロ (Ronni Le Tekrø) - ギター (1982年–1992年、1996年– )
- シド・リングスビー (Sid Ringsby) - ベース (2004年–2005年、2013年、2022年 -)
- ディーゼル・ダール (Diesel Dahl) - ドラムス (1982年–1988年、2000年– )

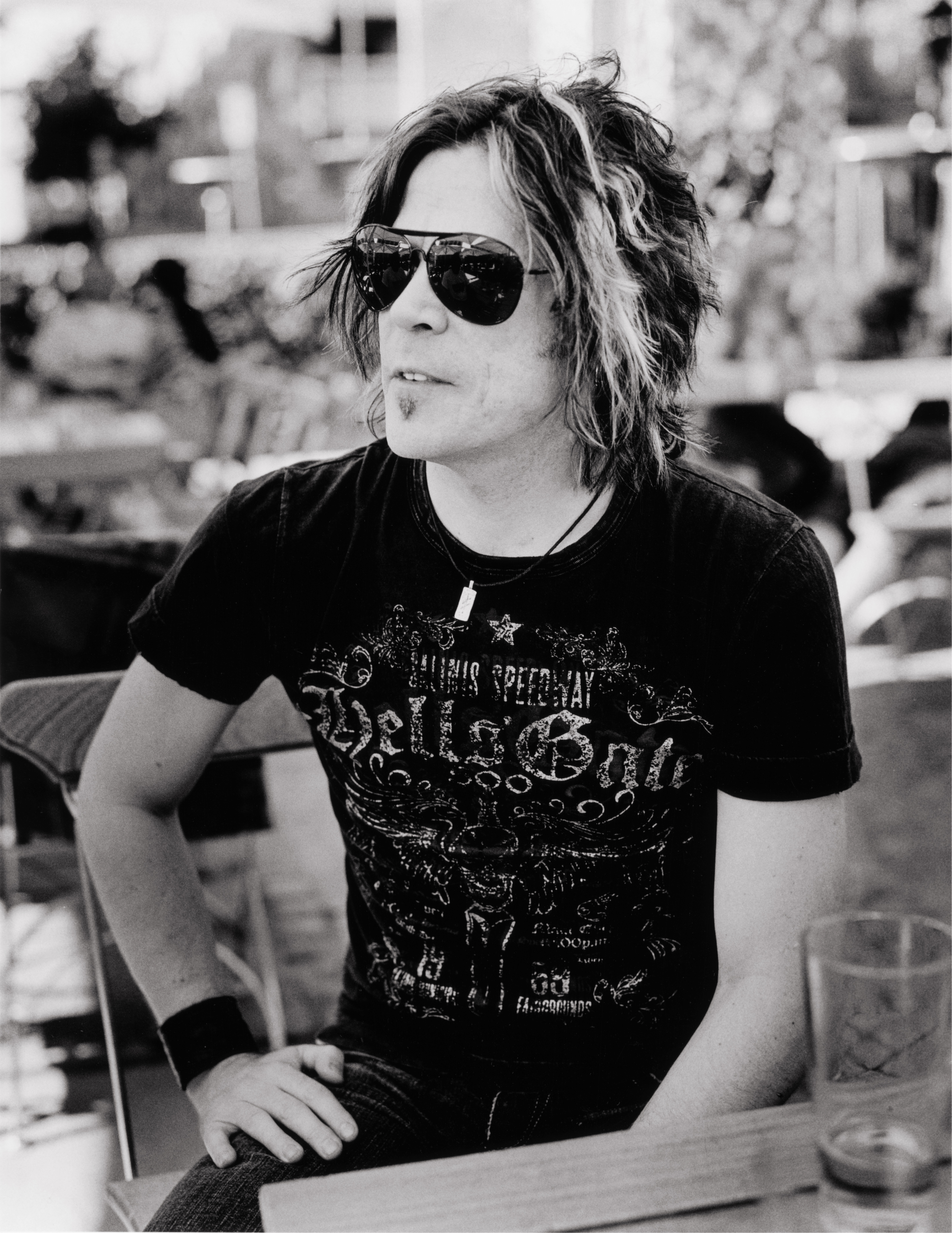
トニー・ハーネル（Vo.）
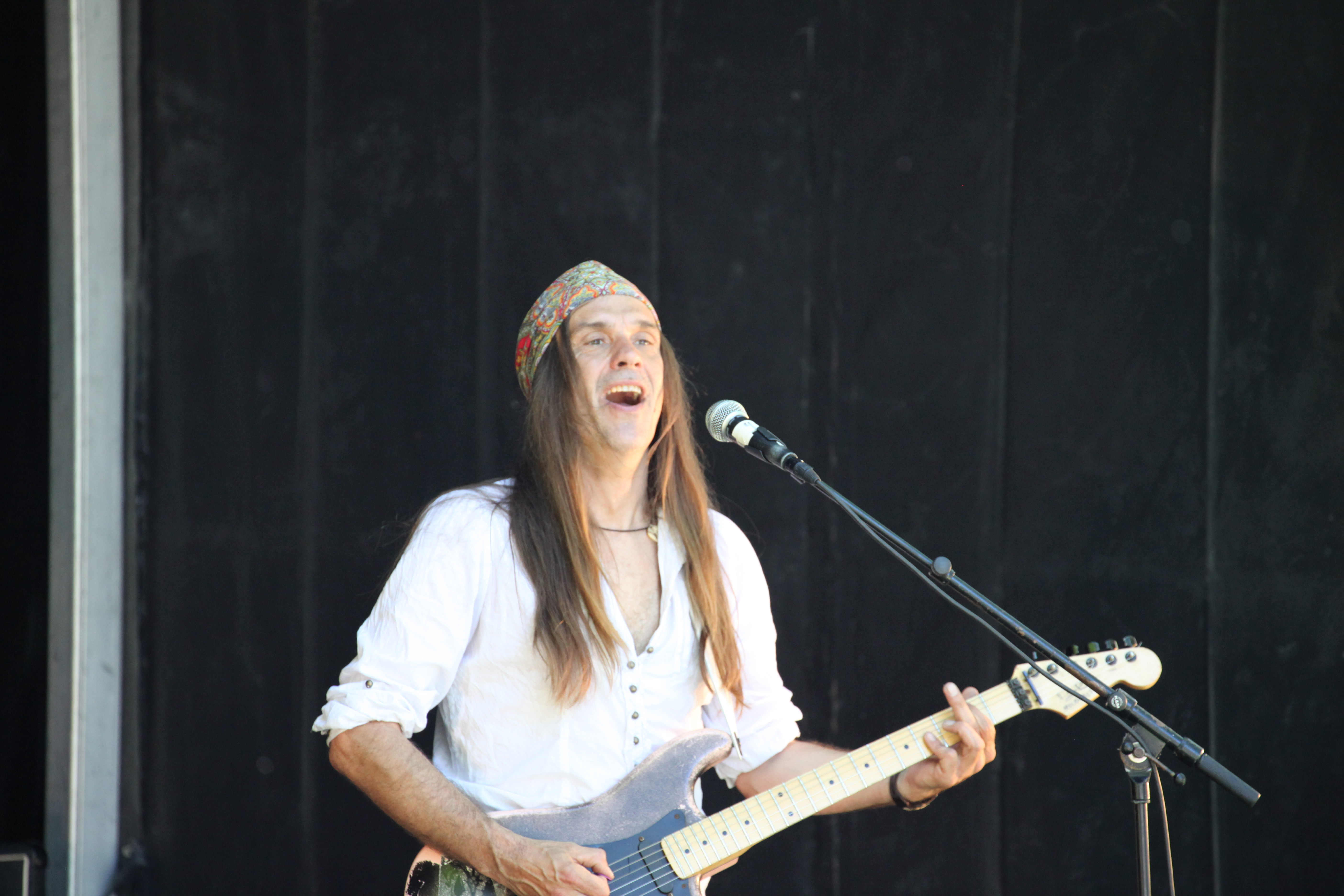
ロニー・ル・テクロ（G）2012年
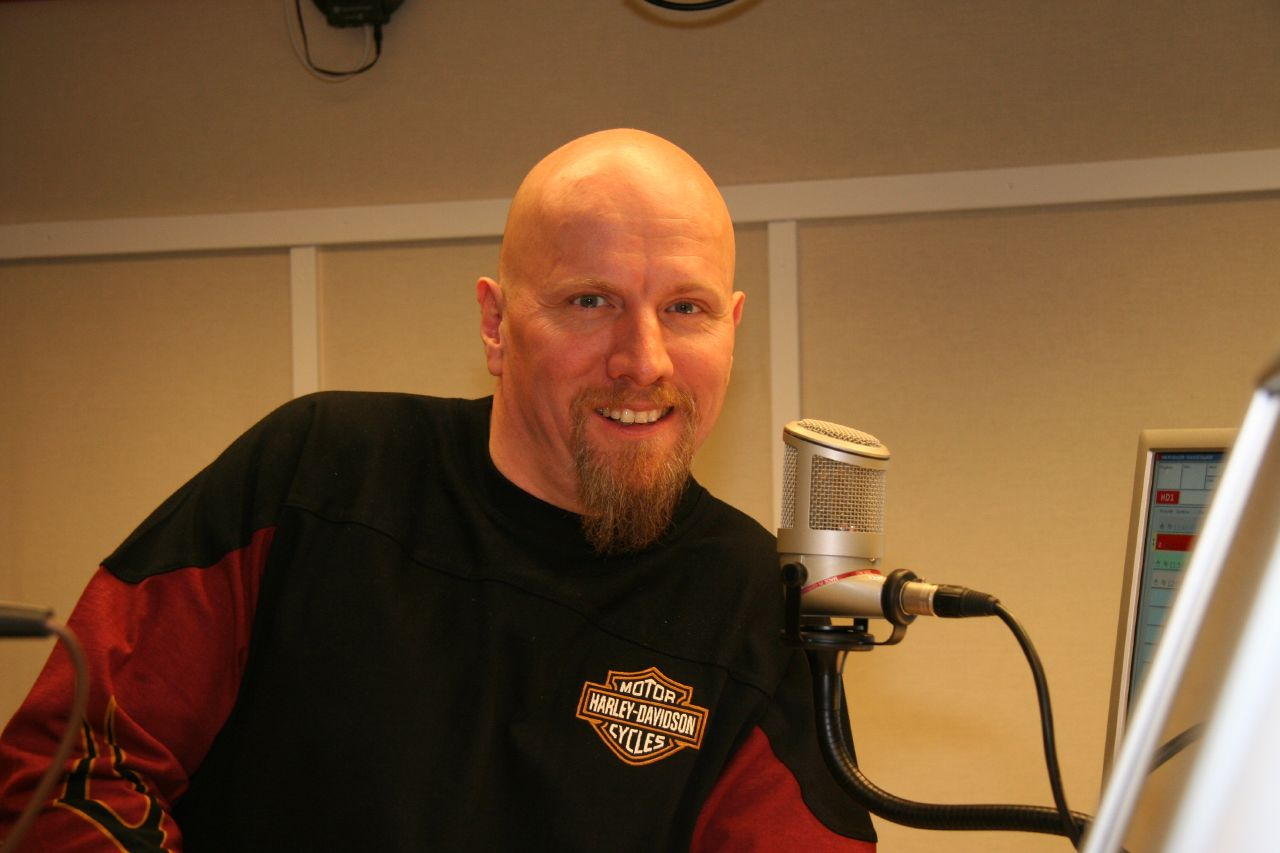
ディーゼル・ダール（Ds）2012年

### 旧メンバー

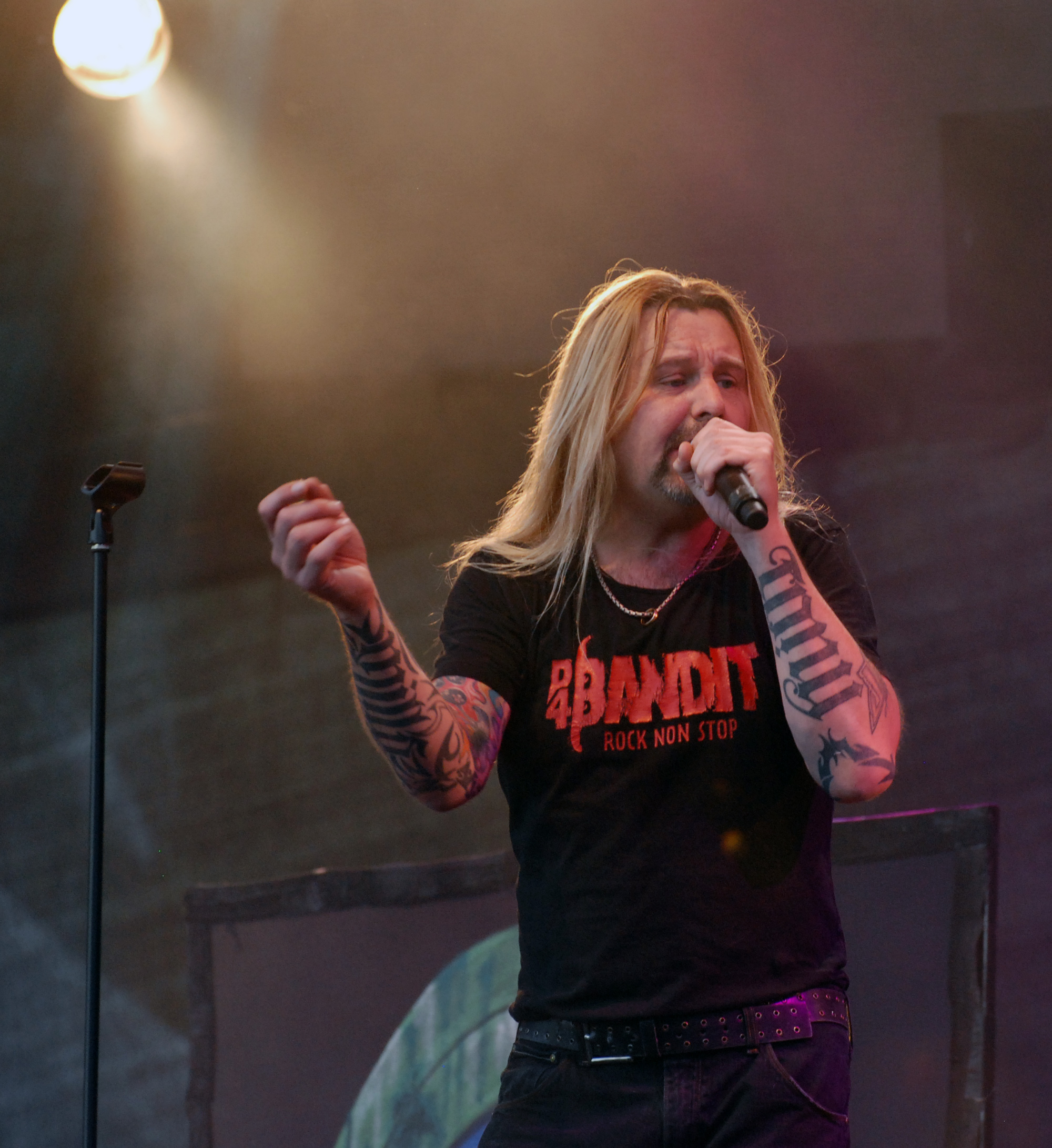
トニー・ミルズ

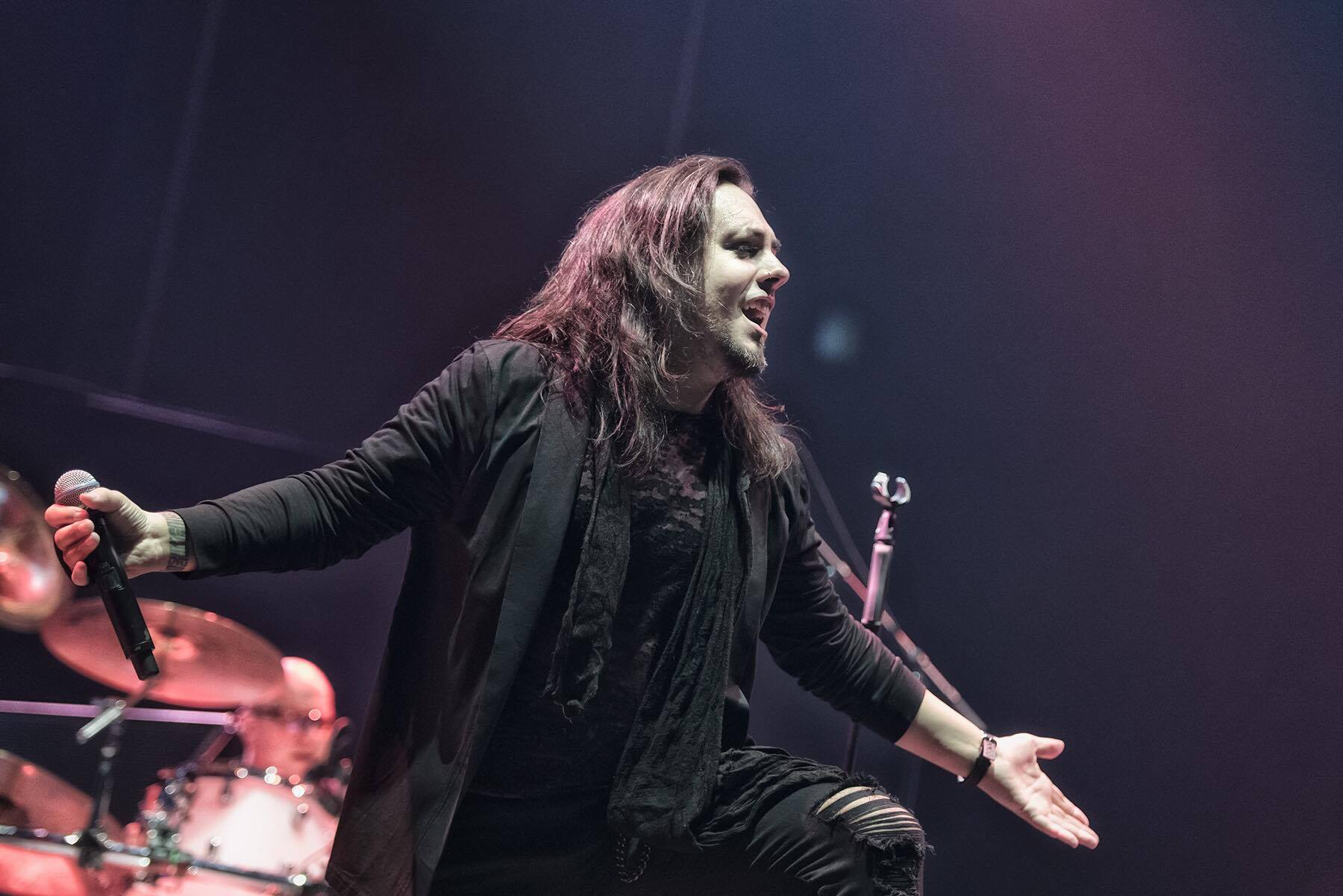
バオール・バルドー・バルサラ (2017年)

- ダグ・インゲブリクトセン (Dag Ingebrigtsen) - ボーカル、ギター (1982年–1984年、2008年、2012年)
- スタイナー・エイクム (Steinar Eikum) - ベース (1982年–1983年、2008年、2012年)
- モーティ・ブラック (Morty Black) - ベース (1983年–1992年、1996年–2004年)
- ケネス・オディイン (Kenneth Odiin) - ドラムス (1988年–1989年)
- ジョン・マカルーソ (John Macaluso) - ドラムス (1990年–1992年)
- トニー・ミルズ (Tony Mills) - ボーカル (2006年–2013年)
- ヴィクター・ボルグ (Victor Borge) - ベース (2005年–2012年、2013年–2016年)
- バオール・バルドー・バルサラ (Baol Bardot Bulsara) - ボーカル (2017年– 2022年)
- オヴェ・ヒューズモーエン (Ove Husemoen) - ベース (2016年– 2022年)

Timeline

## ディスコグラフィ

### スタジオ・アルバム
- 『TNT』 - TNT (1983年)
- 『ナイツ・オブ・ザ・ニュー・サンダー』 - Knights of the New Thunder (1984年)
- 『テル・ノー・テイルズ』 - Tell No Tales (1987年)
- 『インテュイション』 - Intuition (1989年)
- 『リアライズド・ファンタジーズ』 - Realized Fantasies (1992年)
- 『ファイアフライ』 - Firefly (1997年)
- 『トランジスター』 - Transistor (1999年)
- 『マイ・レリジョン』 - My Religion (2004年)
- 『オール・ザ・ウェイ・トゥ・ザ・サン』 - All the Way to the Sun (2005年)
- 『ザ・ニュー・テリトリー』 - The New Territory (2007年)
- 『アトランティス』 - Atlantis (2008年)
- 『フェアウェル・トゥ・アームズ』 - A Farewell To Arms (2010年)
- 『サーティーン』 - XIII (2018年)

### ライブ・アルバム
- 『スリー・ナイツ・イン・トーキョー』 - Three Nights in Tokyo (1992年)
- Live in Madrid (2006年)
- 30th Anniversary 1982–2012 Live In Concert (2014年)
- 『アンコール - ライヴ・イン・ミラノ』 - Encore: Live In Milano (2019年)

### コンピレーション・アルバム
- 『ティル・ネクスト・タイム〜ベスト・オブ・TNT』 - Till Next Time – The Best of TNT (1996年)
- Firefly and Live! (1997年)
- The Big Bang – The Essential Collection (2003年)

### EP
- TNT (1984年)
- Give Me a Sign (2003年)
- 『テイスト』 - Taste (2003年)